# 7e cérémonie des Razzie Awards

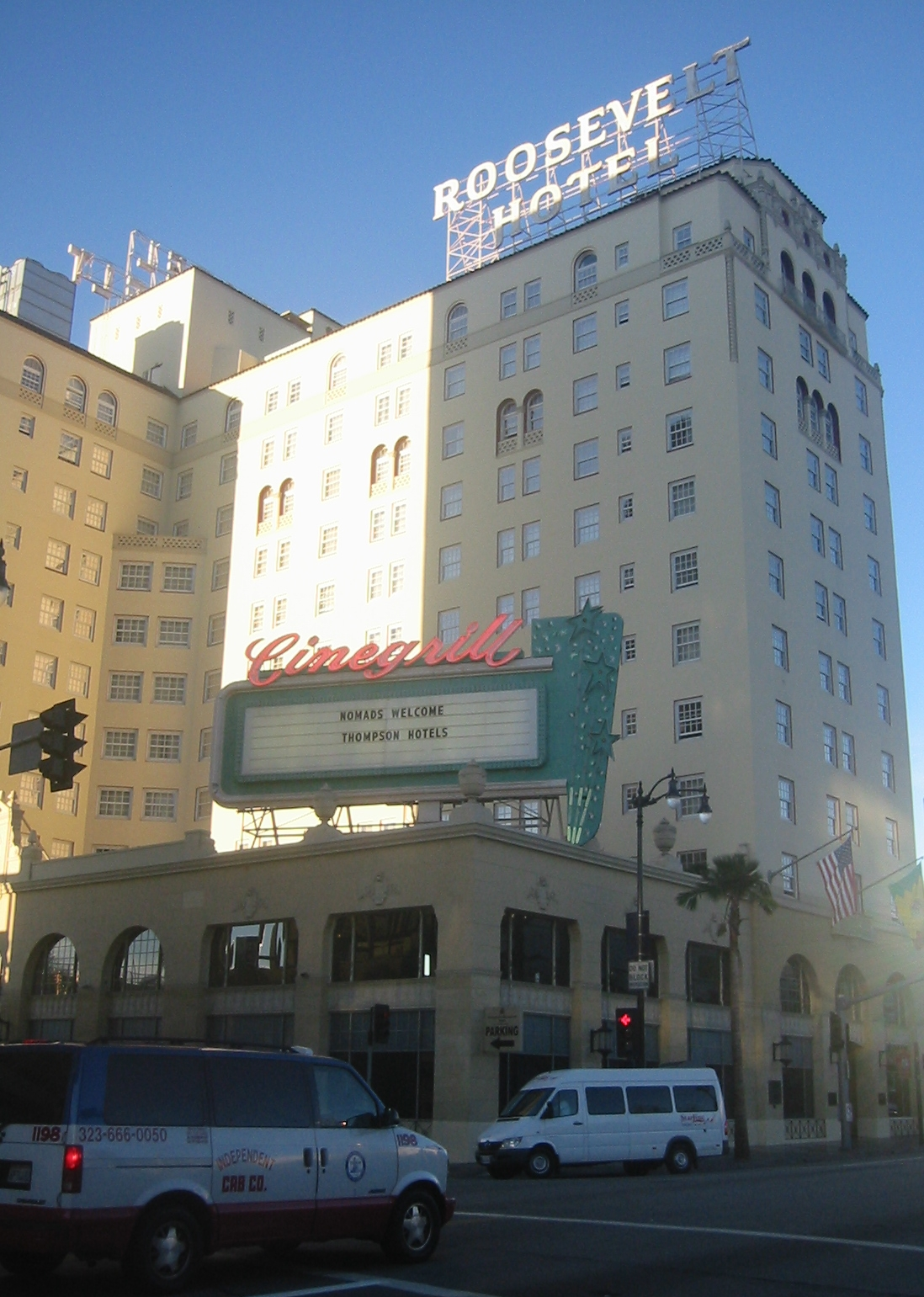
Hôtel Roosevelt à Holywood dans lequel a eu lieu la cérémonie des Razzie Awards en 1987

La 7e cérémonie des Razzie Awards a eu lieu le 29 mars 1987 à l'hôtel Hollywood Roosevelt pour désigner le pire de ce que l'industrie cinématographique a pu offrir en 1986. La liste des nommés est ci-dessous, avec en gras celui qui a reçu le titre.

## Pire film
Howard... une nouvelle race de héros (Howard the Duck) (Universal), réalisé par Gloria Katz (ex aequo)
Under the Cherry Moon (Warner Bros.), réalisé par Bob Cavallo, Joe Ruffalo, et Steve Fargnoli (ex aequo)
- Blue City (Paramount), produit par William L. Hayward Walter Hill
- Cobra (Cannon/Warner Bros.), réalisé par Menahem Golan and Yoram Globus
- Shanghai Surprise (MGM), réalisé par John Kohn

## Pire acteur
Prince dans Under the Cherry Moon
- Emilio Estevez dans Maximum Overdrive
- Judd Nelson dans Blue City
- Sean Penn dans Shanghai Surprise
- Sylvester Stallone dans Cobra

## Pire actrice
Madonna dans Shanghai Surprise
- Kim Basinger dans 9 semaines 1/2 (9½ Weeks)
- Joan Chen dans Taï-Pan
- Brigitte Nielsen-Stallone dans Cobra
- Ally Sheedy dans Blue City

## Pire second rôle masculin
Jerome Benton dans Under the Cherry Moon
- Peter O'Toole dans Club Paradise
- Tim Robbins dans Howard... une nouvelle race de héros (Howard the Duck)
- Brian Thompson dans Cobra
- Scott Wilson dans Blue City

## Pire second rôle féminin
Dom DeLuise (dans le rôle de tante Kate) dans Nuit de noce chez les fantômes (Haunted Honeymoon)
- Louise Fletcher dans L'invasion vient de Mars (Invaders from Mars)
- Zelda Rubinstein dans Poltergeist 2 (Poltergeist II: The Other Side)
- Beatrice Straight dans Les coulisses du pouvoir (Power)
- Kristin Scott Thomas dans Under the Cherry Moon

## Pire réalisateur
Prince pour Under the Cherry Moon
- Jim Goddard pour Shanghai Surprise
- Willard Huyck pour Howard... une nouvelle race de héros (Howard the Duck)
- Stephen King pour Maximum Overdrive
- Michelle Manning pour Blue City

## Pire scénario
Howard... une nouvelle race de héros (Howard the Duck), écrit par Willard Huyck et Gloria Katz, basé sur les personnages des comics Marvel créés par Steve Gerber
- Cobra, scénario de Sylvester Stallone, adapté du roman Fair Game de Paula Gosling
- 9 semaines 1/2 (9½ Weeks), scénario de Patricia Knop, Zalman King et Sarah Kernochan, adapté du roman de Elizabeth McNeill
- Shanghai Surprise, scénario de John Kohn et Robert Bentley, adapté du roman Farraday's Flowers de Tony Kenrick
- Under the Cherry Moon, scénario de Becky Johnston

## Pire révélation
Les six mecs et filles dans le costume de Howard, le canard, dans Howard... une nouvelle race de héros (Howard the Duck)
- Joan Chen dans Tai-Pan
- Mitch Gaylord dans American Anthem
- Kristin Scott Thomas dans Under the Cherry Moon
- Brian Thompson dans Cobra

## Pire chanson Originale
"Love or Money" dans Under the Cherry Moon, écrite par Prince et The Revolution
- "Howard the Duck" dans Howard... une nouvelle race de héros (Howard the Duck), écrite par Thomas Dolby, Allee Willis et George S. Clinton
- "I Do What I Do" dans 9 semaines 1/2 (9½ Weeks), écrite par Jonathan Elias, John Taylor et Michael Des Barres
- "Life in a Looking Glass" dans That's Life!, musique de Henry Mancini, paroles de Leslie Bricusse
- "Shanghai Surprise" dans Shanghai Surprise, écrite par George Harrison

## Pire effets spéciaux
Howard... une nouvelle race de héros (Howard the Duck), effets spéciaux de Industrial Light & Magic
- L'invasion vient de Mars (Invaders from Mars), effets spéciaux de John Dykstra, créatures créées par Stan Winston
- King Kong 2 (King Kong Lives), créature créée par Carlo Rambaldi

## Pire accomplissement de carrière
Bruce le requin en caoutchouc dans Les Dents de la mer (Jaws) (1975), Les Dents de la mer : 2e partie (Jaws 2) (1978) et Les Dents de la mer 3 (Jaws 3-D) (1983)